# دوغ نيوتن
دوغ نيوتن (بالإنجليزية: Doug Newton)‏ هو سياسي أسترالي، ولد في 5 يوليو 1950. انتخب عضو الجمعية التشريعية فيكتوريا.